# 浅井隆
浅井 隆（あさい たかし、1954年 - ）は、日本の経済評論家、株式会社第二海援隊社長。
東京都生まれ。早稲田大学政治経済学部在学中に環境問題研究会などを主宰する一方学習塾を経営。海外放浪の旅から帰国後、大学を中退し毎日新聞社に入社。1994年退社。96年情報商社「第二海援隊」を設立、2005年日本の改革・再生をするための会社と謳う「再生日本21」を設立。経済書を中心とした著書を執筆している。

## 著書
- 『NTTが核攻撃される日 Network mystery』フットワーク出版　1990
- 『アメリカの罠 日本経済殲滅計画』フットワーク出版　1991
- 『仕組まれた湾岸戦争 ブッシュが仕掛けた「第2の真珠湾」』東洋経済新報社　1991
- 『証券業界腐敗の構造 「アメリカ政府-大蔵省-証券業界」-見えざる癒着の構図とは』ベストセラーズ　1991
- 『アメリカより「愛」をこめて 日米経済諜報ウォーズ』フットワーク出版　1992
- 『日本発、世界大恐慌! あなたは財産を守れるか? 日経平均4000円、前代未聞の大不況』徳間書店　1992
- 『大不況サバイバル読本 ’95年から始まる"危機"を生き残るために』徳間書店　1993
- 『'95年の衝撃 恐慌か超インフレか』総合法令　1994
- 『天変地異の法則 危機こそ最大のビジネスチャンス』学習研究社　1994
- 『経済の衝撃』総合法令出版　1995
- 『大世紀末シンドローム 日本に未来はあるか!?』徳間書店　1995
- 『97年の逆襲 国家破産か、超食糧危機か』第二海援隊　1996
- 『チャイナ・プロブレム 中国は21世紀の厄介な隣人?!』徳間書店　1996
- 『取り付け騒ぎマニュアル』総合法令出版　1996
- 『パラダイム大転換』学習研究社　1996
- 『98年-2010年に起きる100の出来事 We Are Looking into the Future』第二海援隊　1997
- 『オレの老後をどうしてくれる! What Will Be Happen in Your Old Age』第二海援隊　1997
- 『30年不況 歴史に学ぶパニックのパターン』第二海援隊　1998
- 『あなたの財産を10年で倍にする法』第二海援隊　1998
- 『大不況脱出のための8つの情報収集法』第二海援隊　1998
- 『日本発世界大恐慌はやってくるか』第二海援隊　1998
- 『2000年の衝撃』第二海援隊　1999
- 『21世紀に勝ち組となるための100の成功法則』第二海援隊　1999
- 『浅井隆が教える史上最強の不況脱出法』徳間書店　1999
- 『勝ち組の経済学 2010年までに起こる12の出来事』1999　小学館文庫
- 『2003年、日本国破産 警告編』第二海援隊　2000
- 『海外ファンドによる財産倍増計画』第二海援隊　2000
- 『勝ち組になるデータファイル』2000　小学館文庫
- 『2003年、日本国破産 対策編』第二海援隊　2001
- 『2003年、日本国破産 番外編』第二海援隊　2001
- 『勝ち残り経済学 「構造改革」でも国家破産は免れない』2001　小学館文庫
- 『国家破産!?気づいた人には大チャンス 本音の経済学』あ・うん　2002
- 『勝つ経済学』2003　小学館文庫
- 『国家破産サバイバル読本』第二海援隊　2003
- 『清貧どケチサバイバル 誰にでもできる小金持ち入門』あ・うん　2003
- 『あと1年半は株で大儲けしなさい!』第二海援隊　2004
- 『いよいよインフレがやってくる!』第二海援隊　2004
- 『最強の自分年金マニュアル 借金大国・日本から身を守れ』ダイヤモンド社　2004
- 『億万長者の哲学 戦略・戦術編 1』あ・うん　2005
- 『小泉首相が死んでも本当の事を言わない理由』第二海援隊　2005-06
- 『最後の2年 2007年からはじまる国家破産時代をどう生き残るか』第二海援隊　2005
- 『次にくる波 2007年から、いよいよ経済大変動がやってくる』PHP研究所　2005
- 『浮かれる景気 市場はある日突然、激変する!!』第二海援隊　2006
- 『億万長者の哲学 2(体験・ノウハウ編)』あ・うん　2006
- 『億万長者の哲学 最終章(投資秘伝・極意編)』あ・うん　2006
- 『最後の円高』第二海援隊　2006
- 『2010年の衝撃』第二海援隊　2007
- 『全世界バブルが崩壊する日!』第二海援隊　2007-08
- 『天国と地獄 2010年から史上空前の世界経済大変動がやってくる』PHP研究所　2007
- 『もう、自分年金を作るしかない!』第二海援隊　2007
- 『125歳健康革命』第二海援隊　2008
- 『石油が上がれば、オケ屋が儲かる!』第二海援隊　2008
- 『大恐慌サバイバル読本』第二海援隊　2008-09
- 『チャイナ発世界大恐慌』第二海援隊　2008
- 『とんでもない時代 10年後の日本はどうなっているのか』第二海援隊　2008
- 『なぜ、人は株で大損するのか』第二海援隊　2008
- 『日本をもう一度江戸時代に戻そう!』飛岡健監修　第二海援隊　2008
- 『パンデミック感染大爆発』第二海援隊　2008
- 『富者か、貧者か』あ・うん　2008
- 『1000兆円を活性化して日本を復活させる方法 日本の金融資産の75%を60歳以上が保有』第二海援隊　2009
- 『2008年9月～10月金融危機に24%も上昇した運用ノウハウとは!?』第二海援隊　2009
- 『2010-2014年超恐慌予測』第二海援隊　2009
- 『9・11と金融危機はなぜ起きたか!?』第二海援隊　2009-10
- 『アナタノシゴト、モウアリマセン』第二海援隊　2009
- 『ウイルス戦争がやってきた!!』第二海援隊　2009
- 『新型インフルエンザ生き残りマニュアル』第二海援隊　2009
- 『副業のススメ』第二海援隊　2009
- 『2014年日本国破産 海外編』第二海援隊　2010
- 『2014年日本国破産 警告編』第二海援隊　2010
- 『2014年日本国破産 衝撃編』第二海援隊　2010
- 『2014年日本国破産 対策編』第二海援隊　2010
- 『日本の運命 暗黒の30年がやってくる』PHP研究所　2010
- 『龍馬との対話 「出でよ!第二の龍馬」坂本龍馬船中八策』あ・うん　2010
- 『2012年中国崩壊2014年日本沈没』第二海援隊　2011
- 『2012年の大逆転』第二海援隊　2011
- 『いよいよ最後の円高がやってきた! 日本経済壊滅のシナリオ』第二海援隊　2011
- 『原発が全くない国、ニュージーランド』第二海援隊　2011
- 『原発・大地震生き残りマニュアル』第二海援隊　2011
- 『地震・災害財産防衛マニュアル』第二海援隊　2011
- 『大地震が日本経済に与える本当のインパクト』第二海援隊　2011
- 『ミツバチが地上から消える日』第二海援隊　2011
- 『耳のないウサギ フクシマで起きた本当の物語』第二海援隊　2011
- 『2012～13年世界恐慌パニック』第二海援隊　2012
- 『中東暴発で第3次石油パニック襲来! = The third global oil panic fears as the Middle East crisis worsens.』第二海援隊　2012
- 『通貨がすべて紙キレになる日』第二海援隊　2012
- 『2015-16年国家破産パニック!! = Widespread Panic Predicted for the Impending 2015-16 Japanese Financial Collapse.』第二海援隊　2012
- 『国家破産で起きる３６の出来事』第二海援隊 2012

## 共編著
- 『金が日本を救う! 大不況を生き残る唯一の方法 ゴールド・パワー』未来経済研究会共著　徳間書店　1993
- 『経済激動超予測 日経平均は必ず1万円を割る! 1993～1995』未来経済研究会共著　徳間書店　1993
- 『超恐慌 800年に一度の大動乱があなたを襲う!!』林英臣共著　総合法令　1994
- 『超銀行革命 爆発寸前の金融システム』金融問題プロジェクト共著　総合法令　1994
- 『バブルの日本史 不況をチャンスとする傾向と対策 過去のパターンの中に未来の経済が見える!』楠戸義昭共著　徳間書店 1994
- 『あなたの財産はかくも簡単に消滅する！』太田晴雄共著　総合法令出版　1995
- 『円高災害株安パニック』戦略経済研究所共著　総合法令出版　1995
- 『第二海援隊構想 よみがえれ日本!』戦略経済研究所共著　総合法令出版　1995
- 『不況からの脱出 日本のどこが悪いのか円高でショック死しないために』戦略経済研究所共著　総合法令出版　1995
- 『くたばれ官僚!』戦略経済研究所共著　第二海援隊　1996　これだけは許せないシリーズ
- 『財産防衛マニュアル』戦略経済研究所共編　総合法令出版　1996
- 『食糧パニック 世界の穀物がまもなく底をつく』戦略経済研究所共著　第二海援隊　1996
- 『壮大なツケ 日本が抱える今世紀最大の時限爆弾』中森貴和共著　第二海援隊　1996
- 『超食糧危機 日本国が飢えるこれだけの理由』中山修二共著　第二海援隊　1996
- 『21世紀の勝者は誰か 50人で1000億を稼ぐアジル企業の秘密!!』戦略経済研究所共著　ソニー・マガジンズ　1996
- 『生命保険サバイバル読本 知らないと死ぬ目に遭う生保救済措置マニュアル』生保問題調査プロジェクト共著　第二海援隊　1997
- 『爆発する郵貯と生保』大伴高史共著　第二海援隊　1997
- 『バブル処理マニュアル プロフェッショナルが明かす負債整理の切り札』林弘明&バブル処理コンサルティングチーム共著　第二海援隊　1997
- 『ベトナムVSミャンマー 地上最後の投資の楽園はどちらか』太田晴雄、ベトナム・ミャンマー投資調査プロジェクト共著　第二海援隊　1997
- 『ベンチャー大革命 日本変革はベンチャー企業の活力から』ベンチャーサポート共著　第二海援隊　1997
- 『あなたの郵便貯金がおろせなくなる日』大伴高史共著　第二海援隊　1998
- 『大倒産時代 いよいよ始まった世紀の大ドミノ現象』大伴高史、松岡亮共著　第二海援隊　1998
- 『ドクダミの青汁があなたの体からすべての毒を洗い流す アトピーからガン予防まで』三村和男、山中光江共著　東林出版社 1998
- 『日本沈没、日本再生 さあ、そろそろ決断の時です』川又三智彦共著　第二海援隊　1999
- 『文明と経済の衝突』村山節共著　第二海援隊　1999
- 『未来革命 インターネット革命でどんなビジネスチャンスが私達に広がるか』戦略経済研究所21共著　第二海援隊　2000
- 『2003年、日本国破産 衝撃編』跡田直澄共著　第二海援隊　2002
- 『2003年、日本国破産 海外編　日本がだめならニュージーランドがあるさ!』キーウィ・サポート共著　第二海援隊　2002
- 『なぜライブドアはフジテレビを乗っ取ろうとしたか!?』戦略経済研究所共著　第二海援隊　2005
- 『ホリエモンへの挑戦状 若者が夢を持てる国造りをしよう!!』戦略経済研究所21共著　第二海援隊　2005
- 『志塾のススメ』私塾を作る会共著　第二海援隊　2006
- 『日本と世界は同時に崩壊する! Looming Global Recession;No Longer Avoidable ラビ・バトラとの対話』あ・うん 2006
- 『ニュージーランド財産防衛計画』戦略経済研究所21共著　第二海援隊　2006
- 『羊たちはもう沈黙しない!』戦略経済研究所21共著　第二海援隊　2006
- 『臆病国家日本が、世界の救世主になる日』ベンジャミン・フルフォード共著　あ・うん　2007
- 『巨大地震 首都は炎上しているか?!』濱嶌良吉共著　第二海援隊　2007
- 『年率35%の驚異のファンドの正体とは!?』ロシア・東欧投資研究会共著　第二海援隊　2007
- 『100年に一度のチャンス』澤田秀雄,浜口直太共著　第二海援隊　2009
- 『今こそ、21世紀の明治維新を!』井口潔、関良雄共著　第二海援隊　2009
- 『財産のキレイな残し方』老後安心クラブ共著　第二海援隊　2011
- 『誰でも125歳まで生きられる驚異のアンチエイジング法』日本アンチエイジング協会共著　第二海援隊　2011　DKTブックス 1000円ポッキリシリーズ
- 『新ファンド革命 = The Feature of the Hedge Fund Revolution』新世代ファンド調査研究会共著　第二海援隊　2012